# 州兵

州兵のエンブレム

州兵（しゅうへい、英語: National Guard、州軍とも）は、アメリカ合衆国における軍事組織の1つであり、通常時に州知事の指揮下で治安維持（暴動鎮圧）や災害救援などにあたる郷土防衛隊としての側面と、戦時体制において大統領・連邦政府の指揮下に入る、連邦軍の予備役部隊としての側面を兼ね備えている。
州兵はアメリカ軍の中で独特の立場にある。州兵隊員は、普段は民間の仕事や学業に従事しているが、必要となれば大統領や州知事の要請で即時召集される。各州において陸軍州兵と空軍州兵に分かれていて、海軍と海兵隊の州兵は存在しない。

## 名称の由来

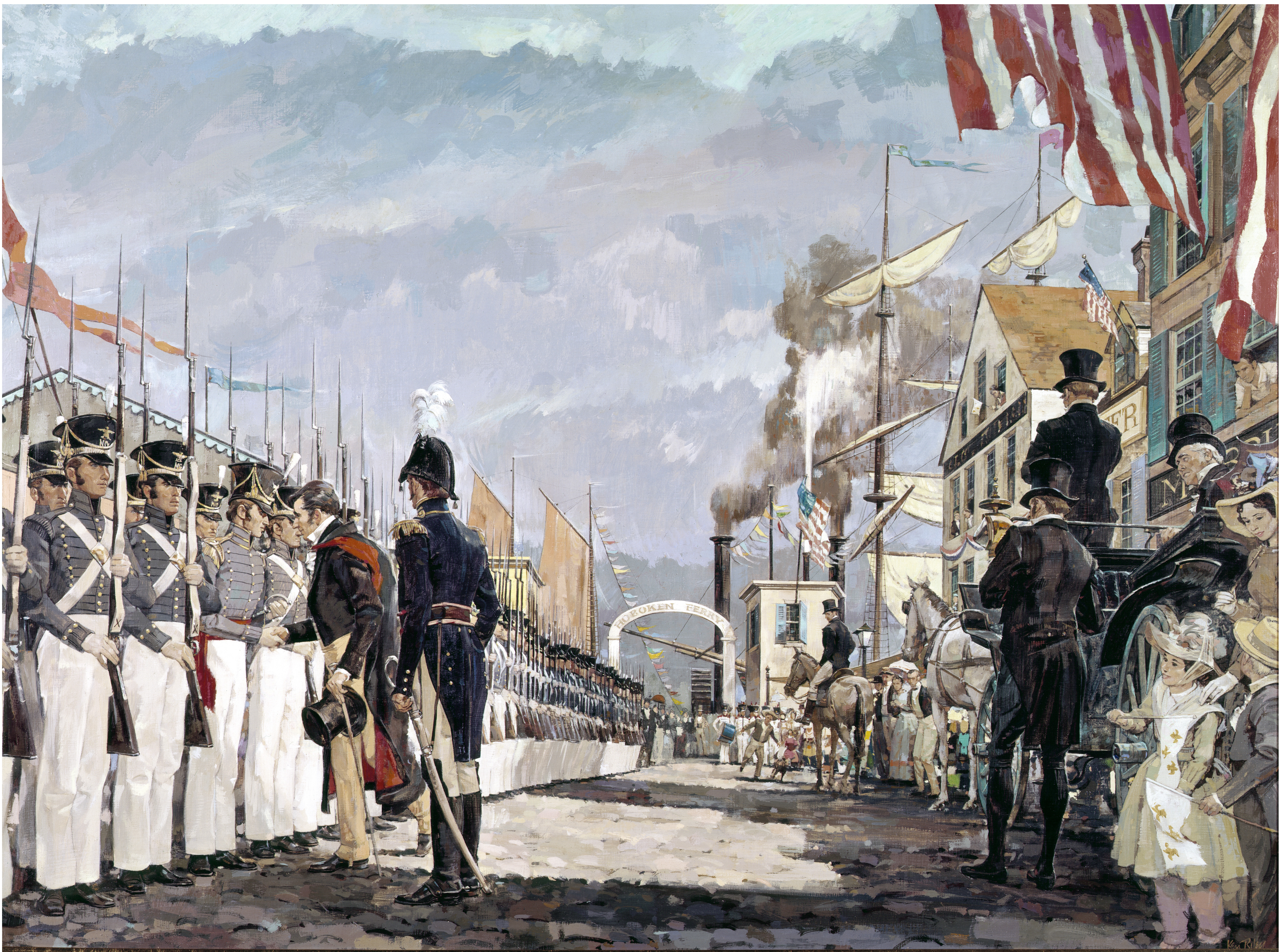
1825年7月14日・ニューヨーク市にてフランスへの帰路でニューヨーク州National Guardの閲兵式に臨む（ないし栄誉礼を受ける）ラファイエット

「National Guard」という名称は、アメリカ独立革命（アメリカ独立戦争）で活躍したラファイエットが、フランス帰国後のフランス革命に際して自ら創設・指揮した「国民衛兵」（フランス語: Garde nationale、英語: National Guard）に由来する。両革命での活躍によって「両大陸の英雄」と呼ばれた彼が再びアメリカを訪れた1824年、ニューヨーク州の民兵隊は、彼に敬意を表して自ら「National Guard」と改称した。その後、南北戦争に際して同州が正式に「National Guard」を民兵隊の名称として承認したのを皮切りに他の諸州でも追随して民兵隊を「National Guard」と改称して全米に広まった結果、連邦議会が1916年の立法（1916年国防法）で正式な名称として認めたものである。
ただしこのような来歴はあるものの、日本語圏における訳語としては、語源である「国民衛兵」や、英名を直訳した「国家警備隊」ではなく、アメリカでの歴史的経緯を踏まえた「州兵」という訳語が定着している。

## 歴史

### 民兵思想の伝統
現代の州兵は、アメリカ合衆国の植民地時代に各地で組織された民兵（Militia）を起源とする。これは基本的に入植民による自警団であったが、独立戦争で大陸軍とともに重要な戦力を担い、また、独立後も国内外の紛争・事案に動員されたことから、順次、連邦による統制の強化が図られていった。
元来、アングロ・サクソン系諸国で一般的なコモン・ローでは、「全ての市民は、治安維持の任務に従事する基本的責任を有する」という伝統的思想がある。イングランド王国では、1181年の武装条例に基づいて全ての自由人男子は生業に応じて適切な武装を保持することが義務づけられており、この武装集団（jurata ad arma）は、後に軍事機能を担う民兵（Militia）と治安維持機能を担う民警団（Posse comitatus）へと分化していった。この民警団は、シャイアやカウンティなど地域を治める役人の指揮のもとで集団警備力としての任に当たっており、この伝統を踏まえて、「全ての健康な市民は、共同防衛のため、いかなるときにも武器をとって戦える状態にあるべき義務と責任を有する」という思想が生じた。

### 植民地民兵隊と独立戦争

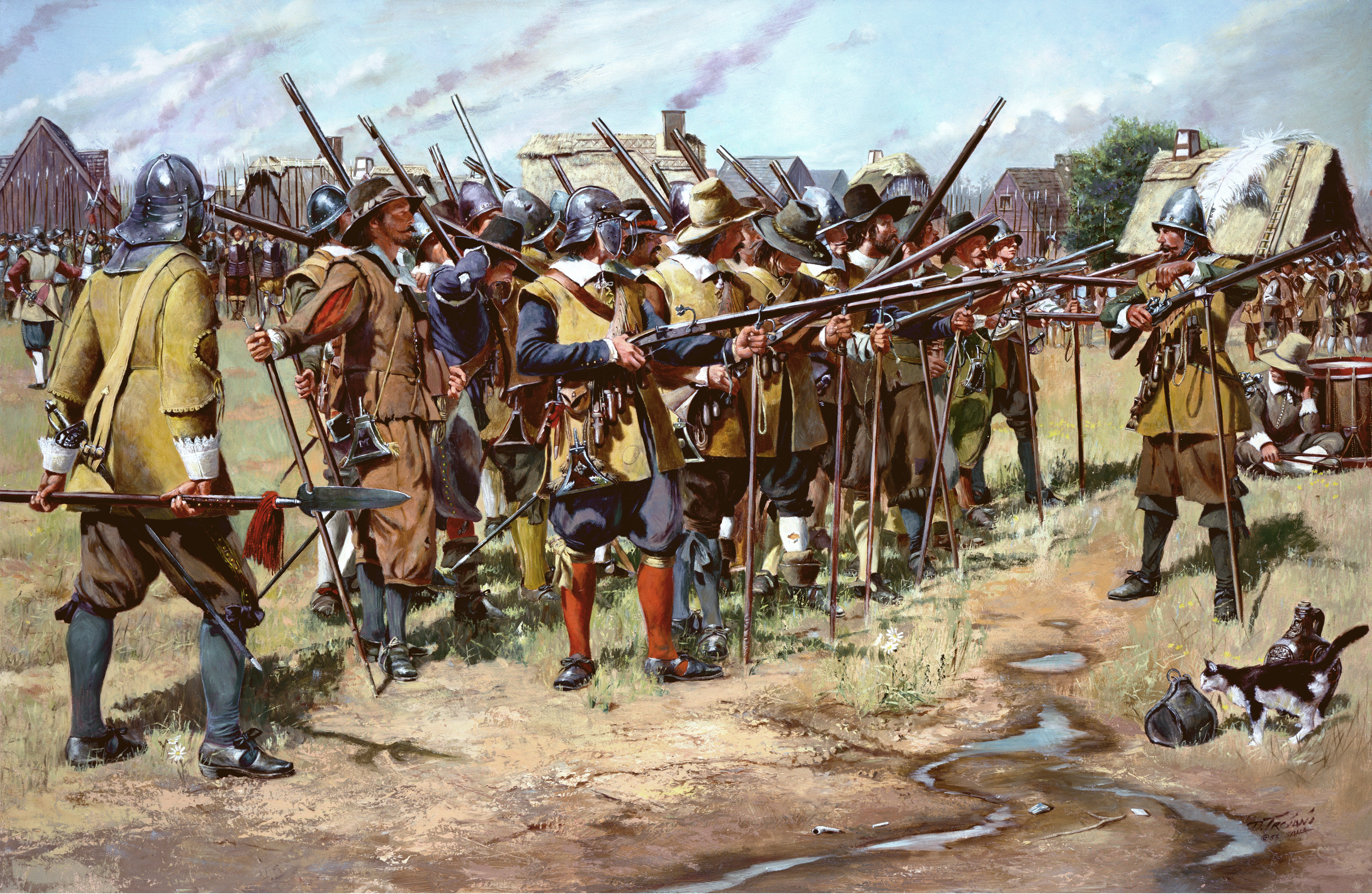
マサチューセッツ植民地の民兵隊

アメリカ合衆国の植民地時代の1636年12月、マサチューセッツ湾直轄植民地において入植者たちによる民兵隊 (Massachusetts Bay Colonial Militia) が設置された。入植者による民兵組織そのものは、既にバージニア植民地において設置されていたものの、バージニアのものは古典的なイングランドの民兵組織の形態を踏襲していたのに対し、アメリカ先住民との紛争が多発するニューイングランドに位置するマサチューセッツ植民地においては、当時のヨーロッパで進んでいた軍制改革を参考にして歩兵連隊の制度を取り入れるなど、銃砲による戦闘を効果的に行えるよう改良を施していた。
同年から1754年にかけて東部の入植地の大部分に同様の組織が設置されており、現在ではマサチューセッツ州民兵連隊が創設された1636年12月13日がアメリカ陸軍州兵の起源とされる。植民地民兵隊は単なる軍事組織に留まらず、住民自治・学校教育・キリスト教会に並ぶ共和主義の支柱とも評されており、その訓練日には定住地から多くの人が集まることもあって、祝祭、更には政治を話し合う集会としての性格も帯びていた。植民地政府が住民の意に反する政策を採っている場合、ベイコンの反乱に見られるように、住民が民兵隊の多衆の威力によって反抗することもあった。
このような暴力による反抗の矛先が植民地政府ではなくイギリス本国に向かったのが、1773年のボストン茶会事件であった。以後、イギリス当局は反英主義の愛国派への取り締まりを強化したが、1775年4月には愛国派指導者の逮捕と民兵隊の武装解除を試みたイギリス軍に対しミニットマンなど現地の民兵隊が反撃して、レキシントン・コンコードの戦いが発生した。植民地住民の中にはイギリスの統治を容認する忠誠派も少なくなかったが、愛国派は忠誠派が民兵隊の指揮を執ることを良しとせず、植民地住民同士の争いも発生した。
このような状況では、政府の命令というだけでは民兵隊の隊員は従わず、将校が旗幟を鮮明にして兵員に説明して同意を得る必要があり、民兵隊は直接民主制の場にもなっていった。ただしイギリスとの和解を願う植民地住民もイギリス当局が植民地社会を蹂躙することは容認できず、1775年5月に開幕した第2次大陸会議では、13植民地の連合軍として大陸軍が結成された。以後、ジョージ・ワシントン司令官の求めに応じて多くの民兵隊が参集し、8年に渡る独立戦争で約16万人にものぼる民兵隊が動員されて主要な戦闘を戦い抜いた。

### 合衆国草創期と1792年民兵法
パリ条約によるイギリスとの講和が達成間近になるとアメリカ人の間では危機感が薄れ、戦争で荒廃した国土の復興に労力を振り向ける必要性もあって、同条約が調印された1783年には大陸軍は解散した。翌年には職業軍人による連隊 (First American Regiment) が創設されたものの、以後も連邦政府の軍事力は最低限に留められており、軍事作戦の必要が生じた際には、植民地民兵隊を引き継いだ各州の民兵隊に依存せざるをえない時代が続いた。国内での集団警備力としての運用もなされており、さっそく1794年のウィスキー税反乱で暴動鎮圧のために大規模に動員されている。
しかし州民兵隊は、連邦にとっても州にとっても扱いにくい存在であった。場合により多衆の威力によって統治者に反抗するという伝統は独立後も健在で、1786年のシェイズの反乱に見られるように、民衆反乱の際には民兵隊の手続きに従って組織され、更には鎮圧のため動員された州民兵隊が反乱民の窮状に同情して寝返るという事態もみられた。民兵隊員は自分たちのことを主権者である人民の意思を執行する組織とみなしており、憲法ができてもこれに縛られようとはしなかった。
州民兵隊は地域の集団的警備力としての性格を帯びていたこともあって、連邦政府がこれを動員するのは慎重にならざるをえなかった。この結果、連邦レベルにおいてはアメリカ合衆国憲法修正第2条として民兵の法的根拠が与えられるに留まり、連邦政府による関与はなかなか具体化しなかった。しかし北西インディアン戦争中の1791年、州民兵隊の訓練不足および常備軍との連携拒否のために史上最悪の敗北 (St. Clair's defeat) を喫したことを契機として、翌年に制定された1792年民兵法 (Militia Acts of 1792) によって民兵隊の位置付けが明確化されるとともに、軍隊としての組織化を図る法的根拠が与えられた。

### 州民兵隊の形骸化と変質
しかし1812年の米英戦争では、イギリス軍が自州に侵入してきた場合に備え、各州政府が装備・訓練が充足した部隊を手元に拘置していたこともあって、州から連邦に提供された民兵隊の戦いぶりは惨憺たるものであった。戦場にきた民兵隊のなかには武器を持たず軍服も着用していない者も多く、正規軍を驚かせた。もともと住民が頻繁に移住するアメリカにおいて民兵隊の構成員を適切に登録・訓練することは難しく、また装備は市民の自弁が原則とされていたが、貧困者が銃を購入することは難しかった。またこの戦争で民兵の惨憺たる戦いぶりが知られたこともあって、戦後には市民の間で民兵訓練への反発が広まって更に形骸化が進み、州によっては、普段着のままで点呼を取ったら後は家族同伴でのピクニックを行うというレクリエーションの場と化していた。1824年には、ペンシルベニア第84連隊の隊員たちは民兵隊の強制訓練を批判する人物を連隊長に選び、道化のようなコスチュームを着込んで、強制訓練の愚かしさを宣伝しながら街を練り歩いた。
このように市民からの反発が広まると、州の伝統的民兵の形骸化が更に加速し、1831年にデラウェア州が民兵隊の訓練義務を廃止したのを皮切りに、1850年代までに全州で強制軍事訓練は行われなくなった。当時のアメリカでは、農耕社会から産業社会への移行に伴って、かつては市民の奉仕によって行われていた業務を有給の専門職に委任するという市場革命が各分野で進んでおり、民兵隊の存在感が薄れて常備軍の重みが増すのもこの流れに沿ったものであった。また州政府にとっても、郷土から離れての作戦が難しい上に反抗するリスクもある伝統的民兵にかわり、より信頼できる志願兵によって部隊を組織できることは、特に反乱や暴動鎮圧に投入する際にはメリットとなった。また州が定めた基準を満たした市民団体を民兵隊として公認するという手法により、州政府の事務手続きを合理化することもできた。
1846年からの米墨戦争では、このような志願兵部隊が大きな役割を担った。しかし伝統的民兵から変質したとはいっても、民兵隊は依然として「市民兵の精神の体現者」を自任して事あるごとに正規軍の命令に反抗した上に、政党の選挙基盤となっていたために圧力団体としての性格もあり、政治家への圧力を恐れて、問題行動があっても正規軍がなかなか掣肘できないという問題があった。
1861年のサムター要塞の戦いによって南北戦争が開戦した時点では、北部でも奴隷制賛成派と反対派が混淆していたため、リンカーン大統領が民兵隊を動員することは困難であり、また各州政府も州民の動向を見定める必要があった。この状況下では、政界での成功を目指す政治家が指揮官となり、リンカーン大統領が掲げる主義主張への共鳴や金銭的利益を求めた志願兵によって構成された民兵隊が戦力の一端を担った。ただし州が提供する志願兵だけでは兵員が不足するようになり、1862年には民兵法を改正して、州政府による兵員徴募の規則を大統領が決定できるようにした。
しかし南北戦争を通じて軍事技術が発達し、機関銃のように高価な兵器が用いられるようになると、予算が限られた州政府の部隊が戦場で担える役割は減っていき、1873年恐慌に伴う社会不安もあって、銃後での活動が主体となっていった。またアメリカ合衆国の警察は、郡保安官や自治体警察といった地域ごとの設置を原則としており、20世紀に入るまでは州警察をもたない州も多かったが、地域の公安職は住民の民意に忖度する傾向もあったことから、郡保安官や自治体警察が地域住民に不評な州法の執行を拒否するのに対して州知事が州兵を用いて無法状態を回復することも行われていた。
19世紀後半の時点で、民兵隊は治安維持や災害救援などでは活動していたものの、戦争では常備軍が主役を担うようになっていた。このためもあり、1871年より渡米していた岩倉使節団の『米欧回覧実記』では、当時の州民兵隊について日本の消防との類似を指摘している。

### 1916年国防法と第一次大戦

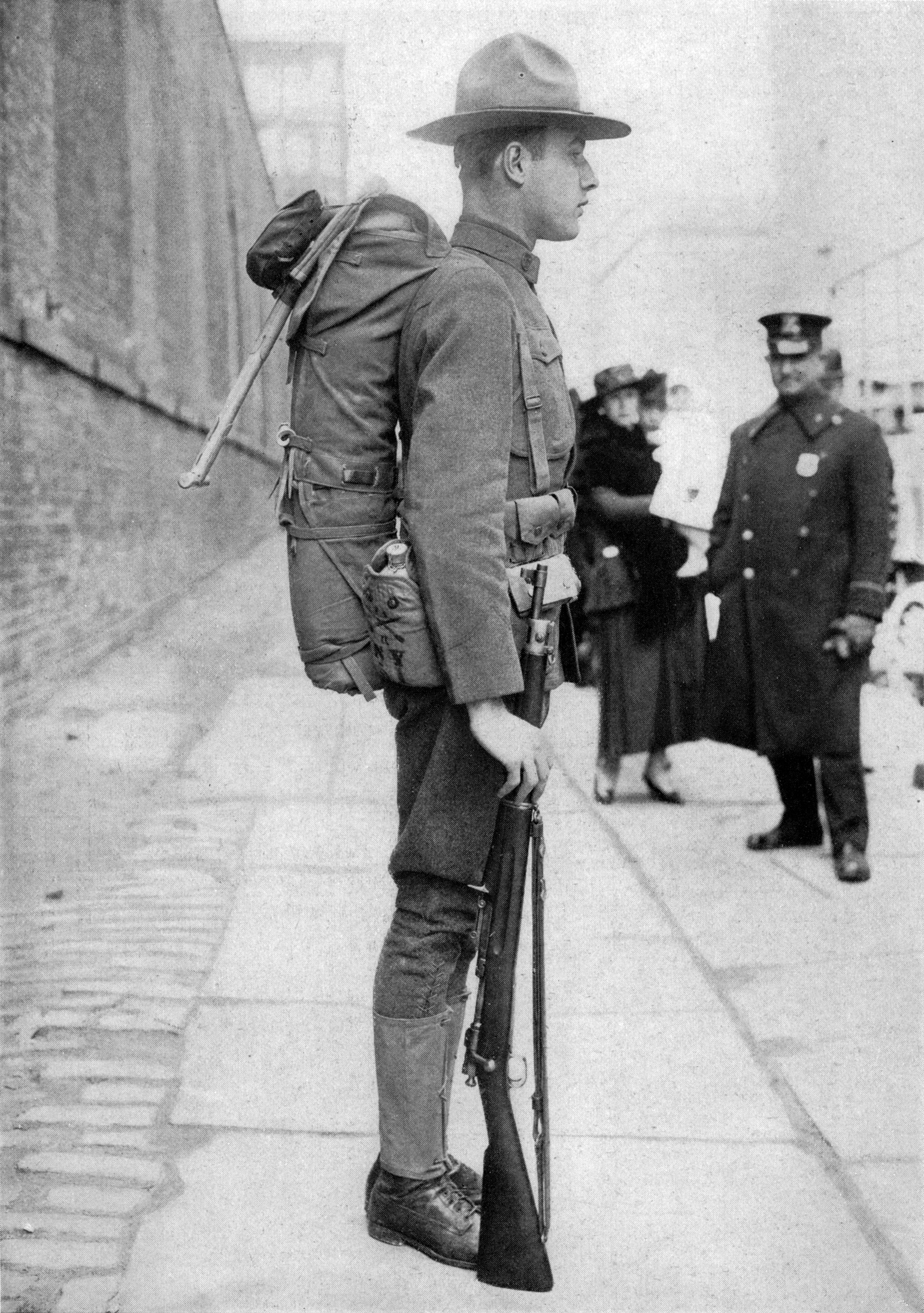
完全装備の州兵隊員　1917年、ニューヨークにて

伝統的に民兵の装備は自弁が原則とされていたが、南北戦争中の1864年にオハイオ州が州の予算で軍服の購入および武器の貸与を行うこととしたのを皮切りに、州政府が負担する動きが広がっていた。そして連邦政府もこれを支援して、1887年には軍服や訓練費用への補助金が定められた。
1898年の米西戦争でも民兵隊が動員されたが、マサチューセッツ州やペンシルバニア州など産業化が進んだ大州では平時の訓練が充実しており速やかに部隊を派遣できた一方、テキサス州などの南部では動員令が下ってから部隊の編成に着手したため、兵員数はもちろん部隊構成を決めるのにも時間がかかり、部隊の移送計画の立案にも支障をきたし、また遅れて到着した志願兵の練度は低かった。この教訓から、まず1903年の民兵法 (Militia Act of 1903) によって州政府の下に常設の民兵隊（organized militia）が設置されることになり、また1908年の同法の改正によって民兵隊に遣外任務を課することも可能になったほか、連邦政府は民兵関連予算を増額するかわりに練度の監査を行うこととした。更に1916年国防法 (National Defense Act of 1916) において、部隊の編制や士官の選任が連邦の基準に基づいて行われるように定められるとともに、連邦軍を補完する「National Guard」として明記された。
しかし国防法の成立直後、パンチョ・ビリャに対する討伐遠征のため、同法に基づく州兵の召集を行ったものの、95,000人いるはずだった隊員のうち召集に応じたのが47,600名で、しかもそのうち24,000名は身体検査で不適格となるなど、不首尾に終わった。このため、翌年の第一次世界大戦参戦に際してアメリカ外征軍（AEF）を編成するにあたっては、選抜徴兵制 (Selective Service Act of 1917) が施行された。
AEFの編成には州の常設民兵隊も大きな役割を果たし、州兵から派遣された人員がその2割を占めた。交戦相手であるドイツ参謀本部が「最も優秀な米軍部隊」と称した8個部隊のうちの実に6個が州兵部隊であったとされている。しかし部隊の編成や指揮官の選任は連邦側によって決められており、州から送り出される際に整えられていた編成を連邦側が大きく変更して再編成するなど、主導権は完全に連邦側にあり、従来の戦争における動員とは全く異なっていた。

### 中央統制の強化と空軍州兵の編成
第一次世界大戦での州兵部隊の活躍を受けて、正規軍の指導による州兵の再編制が進み、中央統制が強化された。まず1920年国防法 (National Defense Act of 1920) によって予備役の構成が定められ、州兵はその中心組織として位置付けられた。更に1933年の改正（National Defense Act Amendments of 1933）により、連邦政府からの資金提供を受けている各州州兵（National Guard）の隊員について、新設された連邦政府の予備役組織たる連邦州兵（National Guard of the United States）にも同時に登録されるものとした。これにより、連邦政府は州兵に直接命令できるようになり、部隊はもちろん個々の隊員単位でも、州外・国外にも派遣できるようになった。
第二次世界大戦の際には、欧州情勢の急迫を受けて、参戦以前の1940年から既に州兵の動員が開始されており、最終的に戦闘師団18個規模に達する動員がなされた。これによって陸軍の兵力はほぼ倍増し、州兵部隊は全ての戦域に派遣された。
大戦後の1947年、国家安全保障法の制定によって、アメリカの安全保障体制は大きく改編・整頓された。このとき、陸軍航空軍が空軍として独立改編されるのとあわせて、州兵でも、既存の航空隊を独立改編して空軍州兵が編成された。これにより、州兵は陸軍州兵と空軍州兵という2つの組織をもつ体制が整備された。

### 徴兵制の影響と任務の変遷
黎明期には頻繁に行われていた治安維持のための出動は、州警察の体制が整うにつれて減少していき、かわって国内任務としては災害救援が重視されるようになった。しかし1950年代・1960年代の学生運動・公民権運動に際しては、雑踏警備・暴動鎮圧のため、州兵による集団警備力が度々動員されており、政府の暴力装置としての批判を受けることとなった。またリトルロック高校事件の際には、黒人生徒と白人生徒との別学を主張するアーカンソー州知事と、共学を命令した連邦地方裁判所とが対立し、州知事が州兵を動員する一方、アイゼンハワー大統領は連邦裁判所の命令の執行支援及び黒人学生の保護を理由に連邦軍を動員した。
また、1971年に発生したアッティカ刑務所暴動では、州知事が州兵を動員して強行鎮圧に乗り出し、受刑者と人質合わせて42人を無差別に射殺する出来事もあった。
アメリカ合衆国の軍事的プレゼンスの増大とともに、州兵の遣外任務も増加しており、朝鮮戦争には陸軍州兵13万8,000人と空軍州兵4万5,000人が動員された。一方、ベトナム戦争は限定戦争として捉えられ、また戦争への国民的支持が希薄だったことから、戦争の長期化にもかかわらず州兵の大規模動員はなされず、動員されたのは陸軍州兵1万2,000人と空軍州兵1万人にとどめられた。この結果、ベトナム送りを避けるため、徴兵される前に自ら州兵に入隊するものも現れ、州兵は徴兵逃れの場としての非難を受けることにもなった。
ベトナム戦争では、戦争の長期化による連邦軍の人員損耗を補うため、補充要員としての州兵や予備役の比重が増加したことから、1973年、常備軍と予備部隊間の差異を小さくし、一体的な運用を行えるようにする総戦力方針 (Total Force Policy) が採択された。これを受けて、州兵の訓練・装備面での更なる充実が図られ、連邦軍に見劣りしないほどの人員装備を擁するようになった。また1972年には徴兵制も停止されており、州兵と連邦軍との差異はますます減っていくことになった。
湾岸戦争でも陸軍州兵6万3,000人と空軍州兵1万人が動員されたほか、コソボ紛争、アフガニスタン侵攻、イラク戦争にも参加している。またアメリカ同時多発テロ事件後には、国内の重要施設の警備のために大規模な出動もなされた。2020年は国内への出動件数は第二次世界大戦以後最大に達し、2021年1月6日に起きた連邦議会議事堂襲撃事件では、暴徒鎮圧のために、命令された約1000人のうち約100人の州兵がワシントンD.C.から議事堂に展開され、メリーランド州、バージニア州、ニューヨーク州、ニュージャージー州、デラウェア州、ペンシルベニア州から6200人の州兵が展開する権限が与えられた。また、1月13日に下院で、この事件などを原因としたドナルド・トランプ大統領の弾劾訴追を審議していた最中には約6000人の州兵がワシントンD.C.に展開され、一部の州兵が議事堂内で警備のために夜を明かし、これは南北戦争以来約150年ぶりの出来事であった。1月20日の大統領就任式の際にも、引き続いてアメリカ全土から、アフガニスタンとイラクに派兵されている数の数倍に及ぶ約2.5万人の州兵がワシントンD.C.に展開された。

## 組織・編制

### 指揮・監督

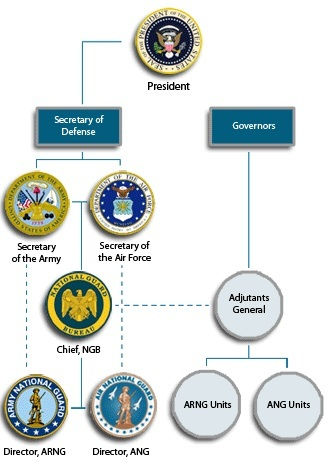
連邦政府と州政府による統制体制

原則として、通常時は、州知事の指揮下にある。連邦政府で責任を負う機関として、国防総省に州兵総局が設置されている。これは、陸軍省と空軍省との統合局であり、その監督の下で連邦政府から各州の州兵へ予算が支弁され、動員に備えた訓練や装備も施されている。
州兵総局長は、大統領の指名・上院の承認を経て将官から任命され、統合参謀本部のメンバーであり、その下に、陸軍長官によって任用される陸軍州兵局長（Director, Army National Guard）、空軍長官によって任用される空軍州兵局長（Director, Air National Guard）が配されている。
各州において州兵の制服組トップとなるのが州兵総監であり、連邦軍における統合参謀本部議長と同様、州知事の軍事面における最高顧問となる他、日常の管理などにあたっている。一般的には州知事により任命されるが、バーモント州では州議会によって任命される。サウスカロライナ州では2016年までは州民の直接選挙で選ばれていたが、それ以降、住民投票の決議により州知事に任命されるようになった。州兵総監を長とする部局として州兵局（State Military Department）が設置されており、多くは知事直轄の独立機関であるが、公安局や防衛局に属している場合もある。なお州兵総監は、陸軍長官および空軍長官に対して所定の報告をする義務がある。

### 役割・任務
州政府と連邦政府という二重統制による「二重の地位と任務」（dual state-federal mission）を付与されている。
第一は、原則として州知事の指揮下で、州内における治安維持（暴動鎮圧）や災害救援など郷土防衛隊としての機能である。「純然たる州任務に基づく地位」（Pure state status）の場合、基本的には各州法を根拠法とするが、アメリカ同時多発テロ事件後の国家緊急事態宣言に伴う出動のように、合衆国法典第32編第502条に基づき、連邦政府の要請を受けて各州知事が命令を発出することもでき、「州の指揮下で行う連邦任務」（State active duty）と称される。この場合、所要経費は連邦政府の負担となる。なおロサンゼルス暴動に対する出動は、当初は州の任務として発令されたものの、情勢悪化に伴って反乱法 (Insurrection Act of 1807) が発動され、連邦軍が動員されるのに伴って、後に連邦任務に移行した。
第二に、連邦軍の予備役部隊としての作戦参加である。この「連邦政府の指揮下で行う連邦任務」（Federal active duty）は合衆国法典第10編第12302条を根拠法とするもので、州兵部隊は大統領令によって動員され、連邦政府の指揮下で各種任務に従事することになる。現代のアメリカでは、軍の国内活動には、民警団法（PCA）による規制が課せられているが、州兵の場合、州知事の指揮下で通常の任務に服している場合は、その規制を免除される。ただし連邦政府の任務に動員されている場合は、陸空軍の他の部隊と同様にPCAの規制が課せられる。
|              | 州独自災害等 (Pure state status) | 国家的災害・治安維持 (State active duty) | 国外軍事活動 (Federal active duty) |
| ------------ | -------------------------------- | ---------------------------------------- | ---------------------------------- |
| 根拠法       | 各州法                           | 合衆国法典第32編                         | 合衆国法典第10編                   |
| 指揮・招集権 | 州知事                           | 州知事（連邦が州に出動依頼）             | 大統領                             |
| 費用         | 州                               | 連邦                                     | 連邦                               |
| 警察権       | 有                               | 有                                       | 無                                 |

### 実施部隊
陸軍に対応した陸軍州兵（Army National Guard、州兵陸軍とも）と、空軍に対応した空軍州兵（Air National Guard、州兵空軍とも）で構成され、連邦軍と同等の能力を発揮できるような実質を備えており、特に空軍州兵は、アメリカ本土防空を一手に担っている。
陸軍州兵は、2001年度において35万人の人員を擁する。これらの人員は、8個師団を基幹として、砲兵や工兵、後方支援などの独立旅団37個が編成されている。また2016年より、これらとは別に、3個旅団戦闘団およびいくつかの部隊が常備軍に編入されている。
空軍州兵は、2001年度において16万人の人員を擁する。戦略爆撃飛行隊2個､ 防空専任飛行隊４個､ 戦闘攻撃飛行隊33個､ 輸送飛行隊26個､ 給油飛行隊23個のほか､ 特殊作戦飛行隊1個などが編成されている。
招集対象期間は、陸軍州兵では全8年で、そのうち3年から6年は「即応予備役」（RR）となる。残りの期間はRRのなかでも「個人即応予備役」（IRR）として勤務することもできるが、緊急時には招集対象となる。一方、空軍州兵は6年間だが、状況により8年間まで召集対象とされることもある。召集期間中の州兵隊員は定期的な訓練への参加が義務付けられている。基本的には連邦任務に備えたものであるが、治安維持や災害救援のような州の任務のための訓練もなされている。週末に開講される訓練集会と年次定例訓練期間があり、年間に48単位の訓練集会と15日の年次定例訓練期間が義務付けられてきた。このことから、「ひと月に週末1回、年間に2週間」 (One weekend a month, two weeks a year) という標語も造られた。しかし2000年代以降のアメリカ軍においては、対テロ戦争やイラク戦争の影響もあり、州兵を含む予備部隊が多数動員され、国内外で活動を行っている（テネシー州兵部隊は1950年代の装備のままで半年も派遣されていた）。そのため、フルタイム勤務が増加し、先の標語のような勤務状態ではなくなった。

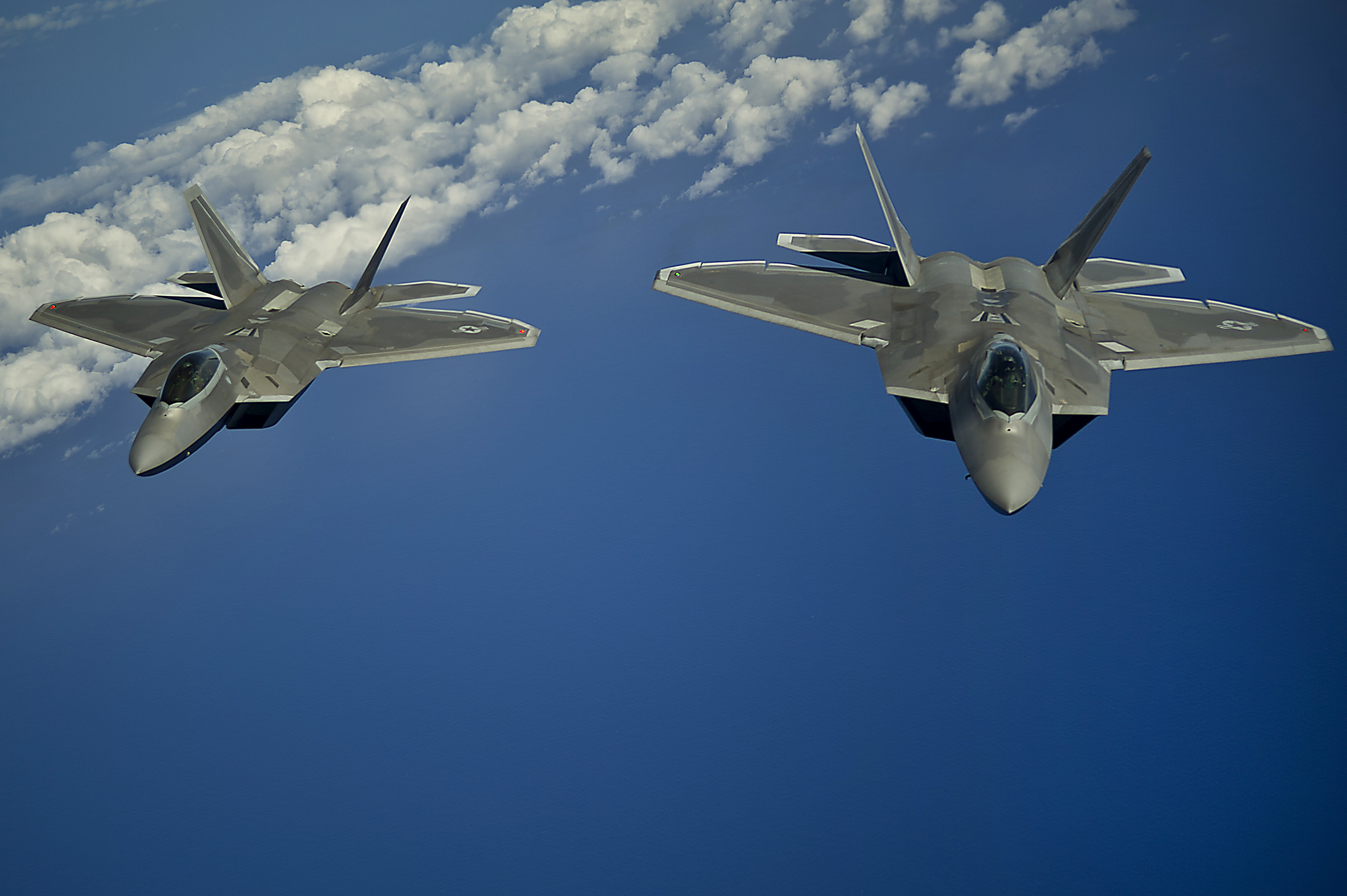
ハワイ空軍州兵のF-22戦闘機
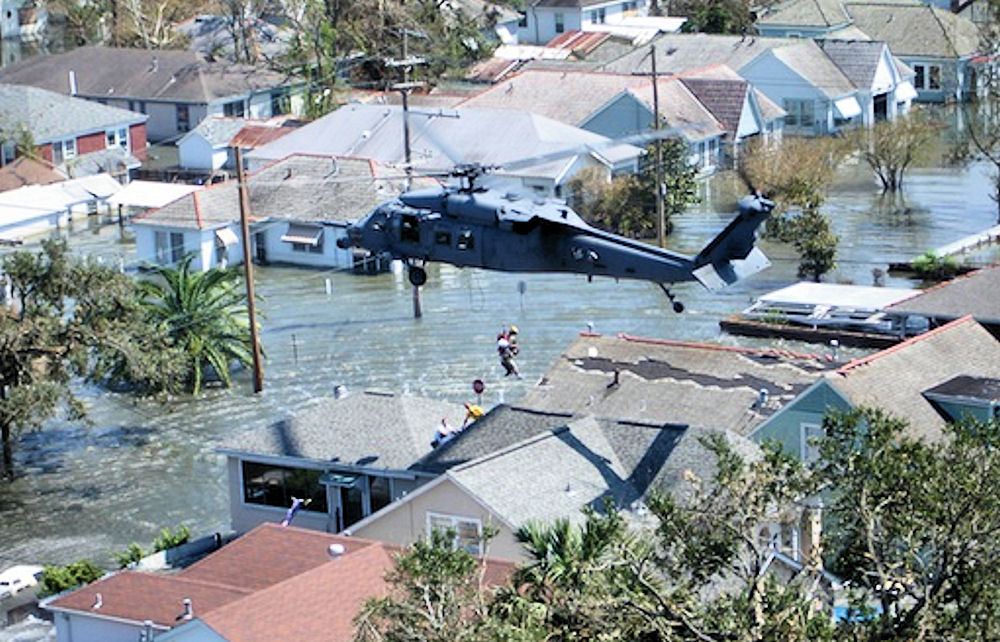
ハリケーン・カトリーナ被災地で住民を救出するニューヨーク空軍州兵のHH-60救難ヘリコプター
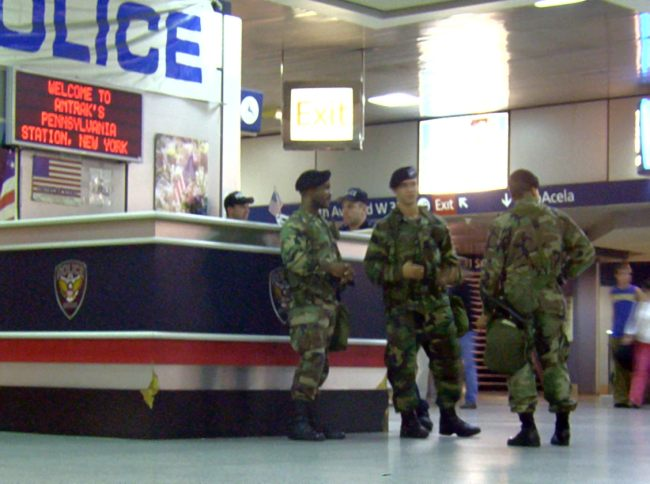
ペンシルベニア駅でMTA警察と共に警邏にあたるニューヨーク陸軍州兵
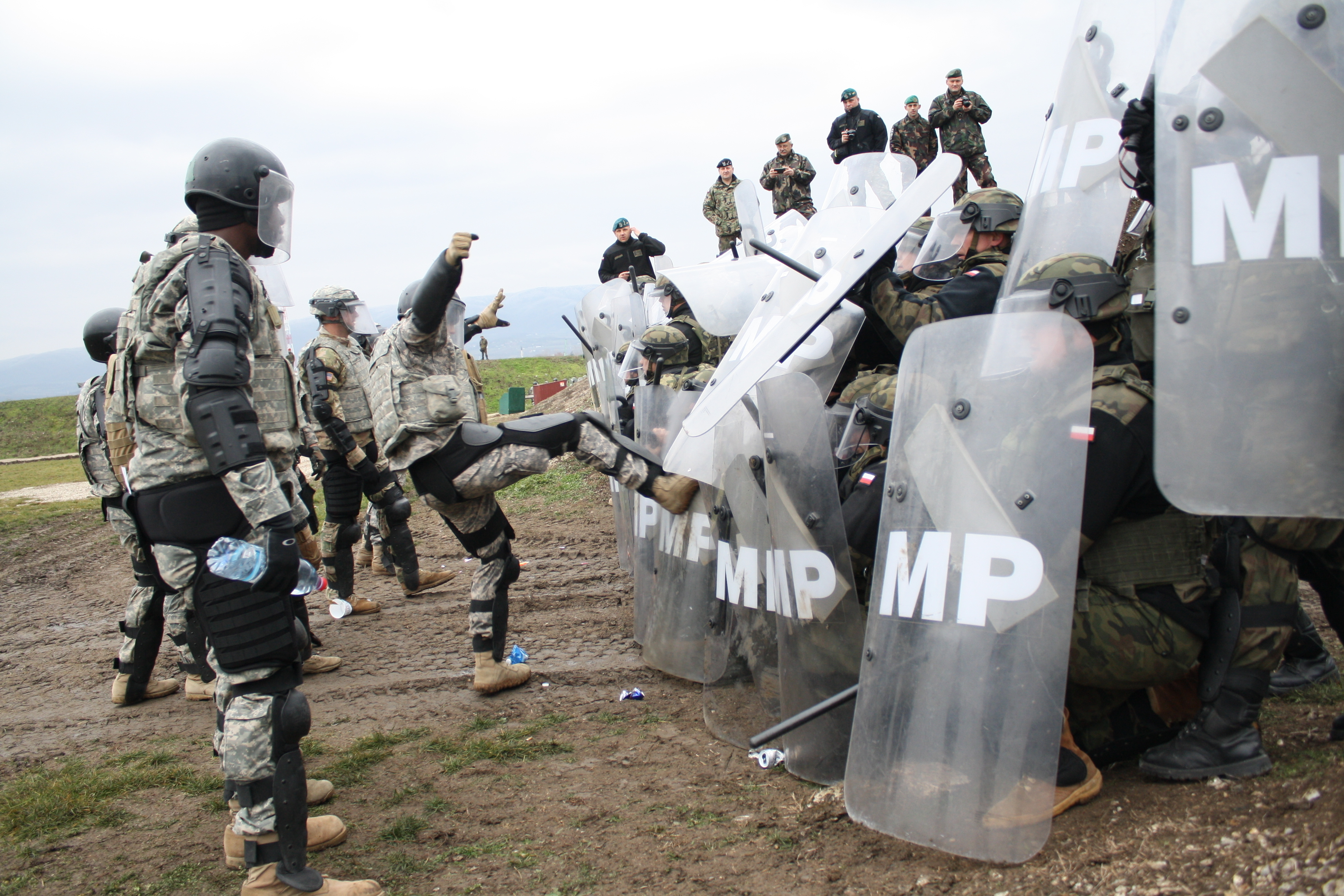
コソボ派遣中、暴動鎮圧訓練において暴徒役を演じるノースカロライナ陸軍州兵。阻止線を張っているのはポーランド軍兵士。
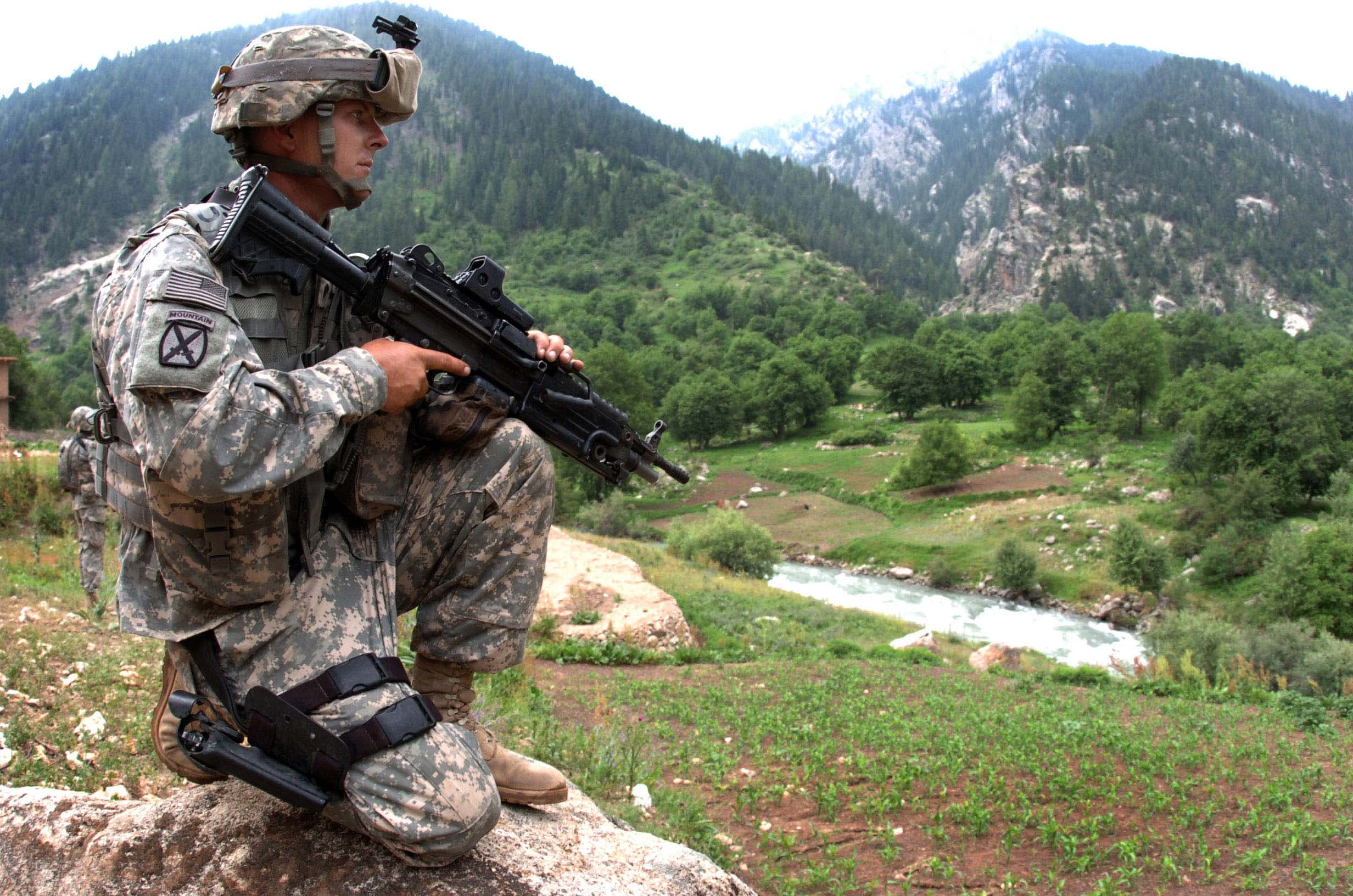
M249パラトルーパーを携えたインディアナ陸軍州兵 アフガニスタンで

## その他の州軍事組織

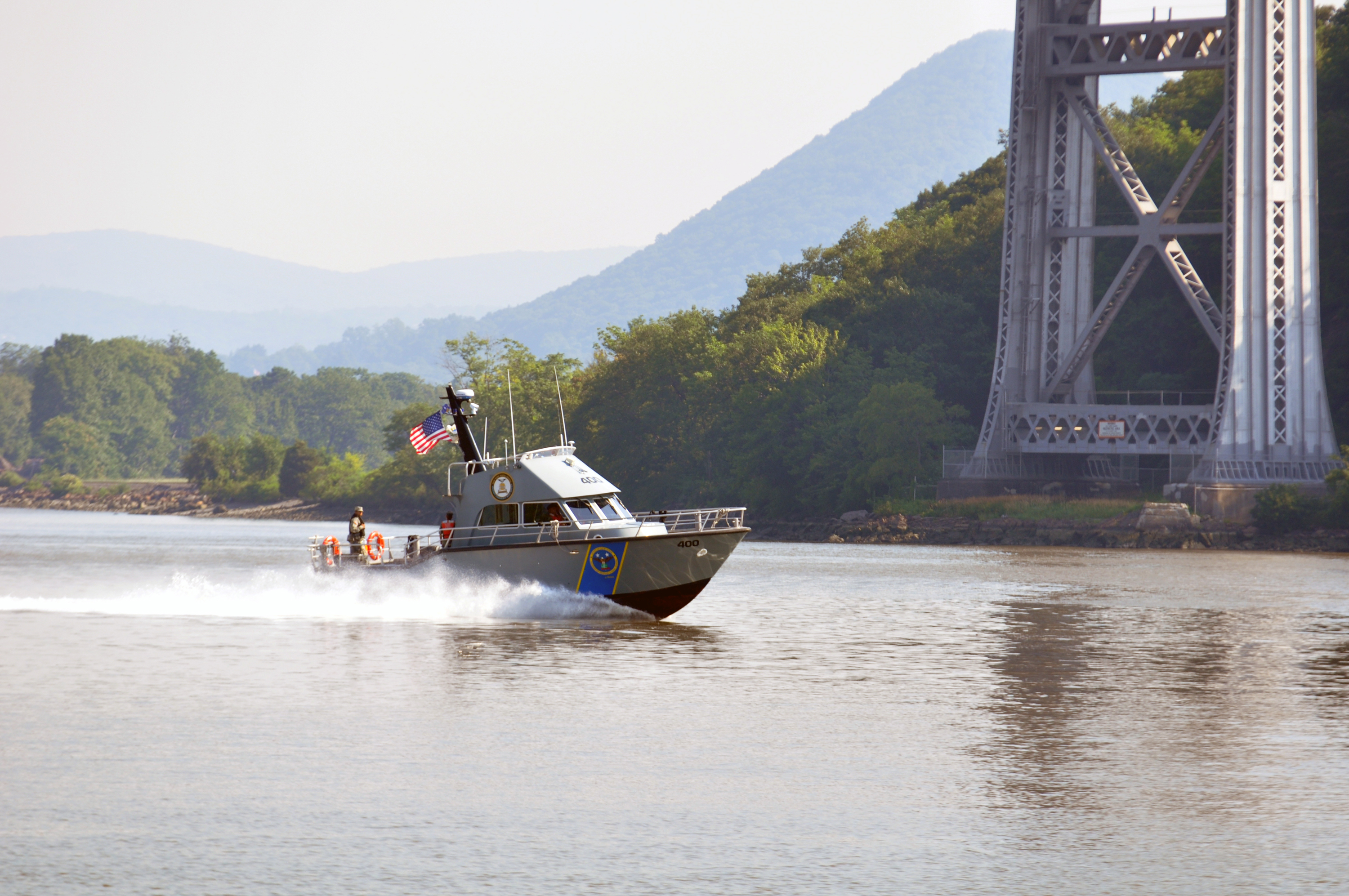
ハドソン川で原子力発電所の警備にあたるニューヨーク海軍民兵の哨戒艇

アメリカ合衆国では、上記（#歴史）のコモン・ローに端を発する思想を背景として、権利章典修正第2条で人民の武装権が規定されていることや、連邦政府と別個に州が強い権限を有する連邦制であること等から、州兵の他にも、テキサス州防衛隊のように州知事を最高指揮官とする独自の州防衛軍が設置されている州もあるが、州兵と違って連邦政府からの予算や訓練などの積極的な支援を受けておらず、いくつかの連邦法に連邦との関係が規定されるのみである。また、有事に連邦軍の指揮下に入る義務もない。
また、ニューヨーク海軍民兵のように海軍民兵 を設置している州もあり、港湾・河川での警備・救難を任務とし、州知事・州政府の指揮下にある点で州防衛軍と同様だが、こちらの要員の多くは、アメリカ海軍や沿岸警備隊の予備役にも登録している。